# 诺曼底公爵

诺曼底公爵的纹章

诺曼底公爵（法語：ducs de Normandie）是一个法国爵位称号。是中世紀法國西北部諾曼第公國的統治者。其土地來自法国国王查理三世于911年在沙特爾圍城戰擊敗维京人首领羅洛後为了招安这些入侵者帮助守卫塞纳河河口而授與的土地，第一任公爵是作为诺曼人领袖的羅洛。但是在理查二世公爵第一个正式自称为公爵之前，历任统治者实际上以魯昂伯爵（法語：comes Rotomagensis）作为自己的头衔。1066年，诺曼底公爵纪尧姆二世征服英格兰，成為英格兰國王威廉一世。从1066年到1204年诺曼底公爵之位由英格兰王室成员担任。
1204年，法国国王腓力二世（奥古斯都）兼併了诺曼底公国的领土，但是各英格兰国王仍然自称为诺曼底公爵，直到1259年在巴黎条约中永远放弃了对诺曼底公国的领土要求（海峽群島除外）。此后这个公国就成为法兰西王国的一部分。

## 诺曼底公爵列表

### 诺曼王朝
- 羅洛（又名諾曼第的罗贝尔） 911年-927年
- 纪尧姆一世 927年-942年
- 理查一世 942年-996年
- 理查二世 996年-1026年
- 理查三世 1026年-1027年
- 罗贝尔一世 1027年-1035年
- 纪尧姆二世 1035年-1087年
- 罗贝尔二世 1087年-1106年
- 亨利一世 1106年-1135年
- 威廉三世 1120年
- 布卢瓦的艾蒂安 1135年-1144年

### 金雀花王朝
- 若弗鲁瓦 1144年-1150年
- 亨利二世 1150年-1189年
- 理查四世 1189年-1199年
- 让 1199年-1204年